# Šósuke Tanaka
Šósuke Tanaka (japonsky 田中 勝介, Tanaka Šósuke) byl japonský obchodník a cestovatel, který žil v raném období Edo. Je prvním Japoncem, o kterém je historicky doloženo, že doplul z Japonska do Ameriky a zpět. Někteří Japonci, například Kryštof a Kosmas, se plavili přes Pacifik na španělských galeonách již v 16. století, přesné záznamy se o nich ale nedochovaly. Šósuke Tanaka do Ameriky doplul roku 1610 a následně se roku 1611 do Japonska vrátil. Do Severní Ameriky se pak vydal znovu v roce 1613 s vyslanectvím Cunenaga Hasekury a pomohl navázat obchodní a diplomatické vztahy mezi Japonskem a španělskou říší. Podle kroniky Sumpu-ki byl zástupcem významného ósackého obchodníka Šósaburó Gotóa (後藤 少三郎).

## Kontext
Před cestami Šósuke Tanaky mělo Japonsko jen málo kontaktů se Španěly a v první fázi období „Nanbanského obchodu“ se při obchodování se zahraničím spoléhalo spíše na Portugalce a Číňany, v menší míře pak na Nizozemce a Angličany. Japonsko samo také velmi aktivně provozovalo plavbu vlastních obchodních lodí, tzv. lodí s červenou pečetí, po celé Asii. Šlo o původní japonské lodě, které byly do značné míry podobné čínským džunkám, ale využívaly různé západní techniky a konstrukce (např. čtvercové a latinské plachty), nikdy se ale neodvážily plout až do Ameriky.
Šógun Iejasu Tokugawa podporoval rozvoj obchodu, a to i se zámořím. Již roku 1608 požádal Williama Adamse o navázání obchodních styků s Filipínami. Adams si s kontakty v Manile vyměnil několik přátelských dopisů, čímž sice byly oficiálně navázány vztahy mezi Japonskem a Novým Španělskem. Z obchodního hlediska však tato snaha k většímu úspěchu nevedla. Dochoval se ale originál dopisu Iejasu Tokugawy, v němž jako vládce Japonska povoluje španělským lodím z Nového Španělska vplouvat do japonských přístavů a podrobnosti této záležitosti přenechává františkánskému mnichovi Luisovi Sotelovi. Dochoval se i podobný dopis od Hidetady Tokugawy ze 4. května 1610.
Další příležitost rozvinout obchodní vztahy se naskytla, když v roce 1609 u japonského pobřeží ztroskotal prozatímní guvernér Filipín Rodrigo de Vivero y Aberrucia. Ten v Japonsku zůstal devět měsíců a využil této příležitosti k vyjednání první smlouvy o vzájemném obchodu mezi Japonskem a Novým Španělskem. Dohoda zahrnovala nabídku exteritoriálních výsad pro španělskou loděnici a námořní základnu ve východním Japonsku výměnou za vzájemný obchod a předání know-how technologie těžby stříbra.

## První cesta

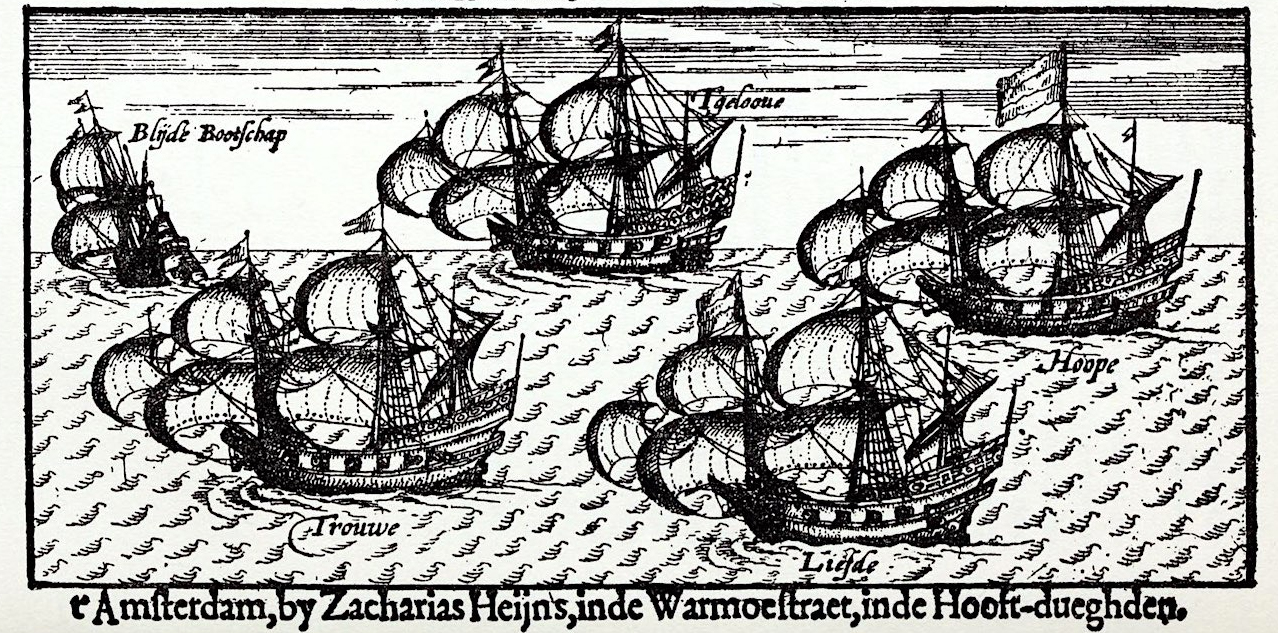
San Buena Ventura byla postavena podle modelu Liefde (na rytině ze 17. století vpravo dole), lodi, na které William Adams doplul do Japonska.

V srpnu 1610 dostal Šósuke Tanaka příkaz od Iejasu Tokugawy, který byl tehdy již oficiálně na odpočinku, aby spolu s dalšími 22 japonskými zástupci doprovázel Rodriga de Vivero y Aberrucia zpět do Nového Španělska (Nueva España) na palubě 120tunové lodi San Buena Ventura, postavené v Japonsku pod dohledem Williama Adamse. Členem výpravy byl také otec Muños, františkánský otec, kterého Iejasu Tokugawa vyslal jako zástupce, aby vyjednal navázání obchodu mezi Japonskem a Novým Španělskem.
Po jejich příjezdu do Nového Španělska v listopadu 1610 přijal 23 Japonců tehdejší místokrál Nového Španělska Luis de Velasco a vyjádřil velké uspokojení nad tím, jak bylo se španělskými námořníky v Japonsku zacházeno. Rozhodl se vyslat do Japonska slavného cestovatele Sebastiána Vizcaína jako vyslance. Samotnou loď San Buena Ventura však zabavil, protože se obával, že Japonci zvládnou umění zaoceánské navigace a plavby.
Šósuke Tanaka během tohoto pobytu studoval techniky těžby stříbra. To bylo pro Japonsko důležité, protože při placení dováženého zboží bylo závislé právě na stříbře (a mědi). Z Nového světa také do Japonska přivezl morušové dřevo, které nabídl Iejasuovi Tokugawovi, jenž si z něj postavil lázeň ve svém paláci.

Soudobý deník, který napsal historik Chimalpahin Quauhtlehuanitzin, urozený Azték narozený v Amecameca v roce 1579, jenž byl Španěly nazýván Domingo Francisco de San Anton Muñon, o Tanakově návštěvě informuje. Udává, že Tanaka byl považován za vyslance pro výměnu a obchod mezi Japonskem a Novým Španělskem a bylo s ním jednáno jako s velvyslancem.
| „ | Dnes, ve čtvrtek odpoledne, 16. prosince měsíce prosince roku 1610, v šest hodin, přijelo a vstoupilo sem do města Mexika snad až devatenáct lidí z Japonska, Číny. Urozený, jejich pán, velvyslanec, ze dvora velkého vládce, japonského císaře, který je přivedl, přijel, aby uzavřel mír s křesťany, aby nikdy neválčili, ale vždy byli v míru a vážili si jeden druhého, aby španělští kupci mohli vstoupit do Japonska a nikdo z tamních lidí jim v tom nemohl bránit. A stejně tak budou moci lidé z Japonska vstupovat do Nového Španělska, aby tam obchodovali, aby sem přicházeli prodávat zboží, které se tam vyrábí, a nikdo jim v tom zde nebude moci bránit, neboť tak jim to oznámil pan místokrál don Luis de Velasco, markýz ze Salinas, kterého přijeli navštívit. | “ |

Chimalpahin popisuje také jejich oděv a chování:
| „ | Chodí nastrojeni tak, jak sem přijeli. Mají na sobě něco jako zdobený kabátec nebo dlouhou halenu, kterou si zavazují uprostřed, u pasu. Tam si dávají kovovou katanu, která se počítá za jejich meč. ... Zdá se, že jsou to odvážní, nikoliv mírní a pokorní lidé, kteří se pohybují jako orli. | “ |

Šósuke Tanaka byl v Novém Španělsku také pokřtěn a přijal jméno „Don Francisco de Velasco Josuke“. Tři Japonci z této výpravy se rozhodli v Novém Španělsku zůstat. Šósuke Tanaka se vrátil do Japonska v roce 1611, spolu se Sebastiánem Vizcainem. Vizcaino měl za úkol vrátit 4 000 dukátů, které Iejasu Tokugawa půjčil předchozí výpravě, a prozkoumat „zlaté a stříbrné ostrovy“, které se měly nacházet na východě Japonska. Na cestu do Japonska se vydali 22. března 1611 a téhož roku dorazili do přístavu Uraga.

## Druhá cesta
Šósuke Tanaka se podílel na přípravě prvního oficiálního japonského velvyslanectví v Americe a Evropě, přičemž úzce spolupracoval s Cunenaga Hasekurou, který za tuto akci zodpovídal.

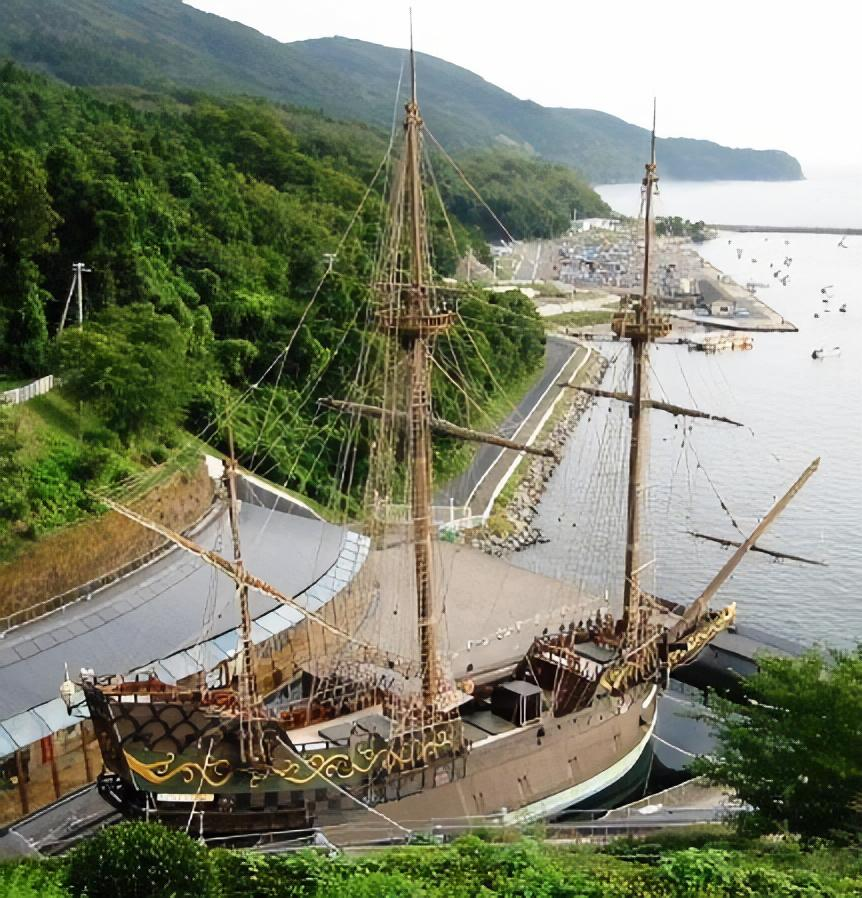
Replika japonské galeony San Juan Bautista v japonském Išinomaki.

Roku 1613 opět odplul do Ameriky na palubě Hasekurovy v Japonsku postavené 500tunové galeony San Juan Bautista s vyslancem a celkem 140 Japonci. Do Nového Španělska se s nimi vracel také Sebastian Vizcaino, jehož vlastní loď byla v bouři poblíž Japonska poškozena.

Někteří japonští obchodníci, které Tanaka před čtyřmi lety zanechal v Novém Španělsku, využili příležitosti, kterou jim poskytla zpáteční plavba této lodi v říjnu 1614 a vrátili se na ní do Japonska.
| „ | Dnes, v úterý 14. října měsíce října roku 1614, se odtud vydalo několik Japonců domů do Japonska; v Mexiku žili čtyři roky. Někteří zde zůstali dodnes; živí se obchodováním a prodejem zboží, které si přivezli z Japonska. | “ |

Další osud Šósuke Tanaky není znám. Neví se, jestli pokračoval s Hasekurou do Evropy, nebo zůstal v Novém Španělsku, či zda se v říjnu 1614 vrátil na palubě San Juan Bautisty zpět do Japonska.